# Cyberman
Un Cyberman est un membre de l'espèce fictive de robots cyborgs qui, appelés Cybermen, comptent parmi les ennemis les plus célèbres de la série de science-fiction anglaise Doctor Who. Les Cybermen sont des humanoïdes qui ont été améliorés cybernétiquement jusqu'à ne plus garder que quelques parties de leurs membres organiques originaux.

## Histoire des Cybermen dans la série

### Première série (1963-1996)

#### Saison 4 (1966-1967)

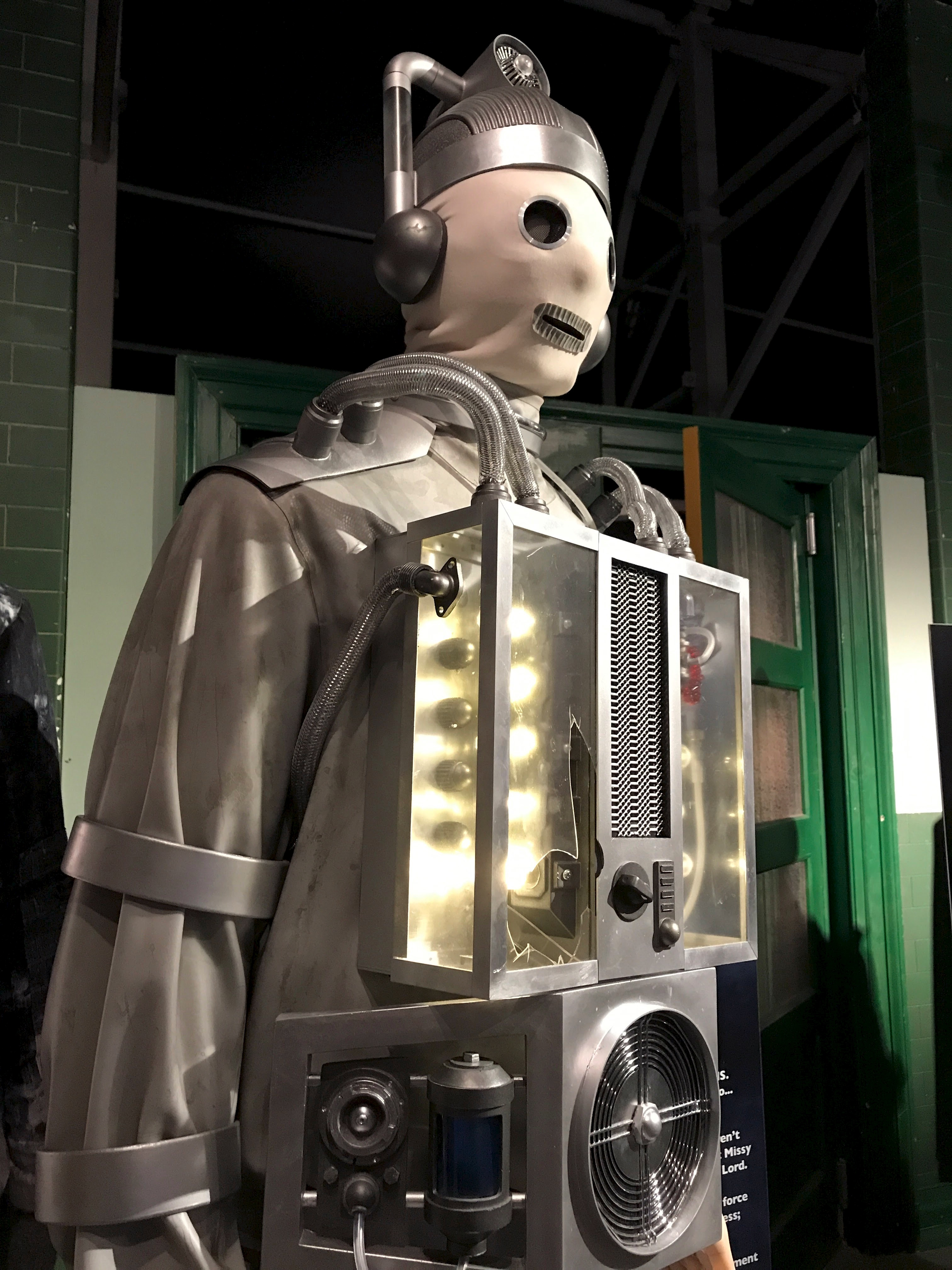
Modèle des premiers Cybermen, de l'ère William Hartnell.

Apparus pour la première fois dans l'épisode de 1966, The Tenth Planet, les Cybermen étaient au départ une espèce organique humanoïde vivant sur une planète jumelle de la Terre, Mondas. Cette espèce a peu à peu implanté de plus en plus de parts artificielles dans leurs corps, devenant des robots froids et calculateurs, dont les émotions sont canalisées. L'action de cet épisode se situe en 1986 sur une base antarctique que les Cybermen tentent d'envahir. À la fin de cet épisode, Mondas, la planète natale des Cybermen est détruite.
Les Cybermen réapparaissent trois épisodes plus tard, dans l'épisode The Moonbase. Ils tentent de prendre le contrôle d'une station météorologique lunaire en 2070, car celle-ci possède une machine capable de changer la gravitation de la Terre. Le but avoué des Cybermen est de vider la Terre de ses habitants pour pouvoir s'y installer. Ils sont repoussés par un changement de gravité de la Lune.

#### Saison 5 (1967-1968)
Dans The Tomb of the Cybermen, les Cybermen semblent avoir disparu depuis plus de 500 ans. Une équipe archéologique s'aventure dans un de leurs tombeaux sur la planète Telos et les réaniment. Certains membres de l'expédition tentent d'en devenir les chefs, sans succès. Malgré cette « absence » de 500 ans, l'épisode de la fin de la saison 5, The Wheel in Space, montre les Cybermen au XXIe siècle, tentant de prendre d'assaut une station spatiale située dans l'espace dans le but de s'avancer vers la Terre. Les Terriens disent eux-mêmes ne jamais avoir entendu parler d'eux.

#### Saison 6 (1968-1969)
Dans l'épisode de la 6e saison, The Invasion, l'action se situe dans un futur très proche des années 1970, dans lequel les Cybermen tentent de s'emparer de la Terre, mais sont repoussés grâce aux efforts conjoints du Docteur et de UNIT. Aussi, les Terriens ayant été endormis lors de cette invasion, il est possible que cette action soit passée inaperçue.

#### Saison 12 (1974-1975)
Après quelques mentions épisodiques, les Cybermen ne réapparaissent qu'en 1975 lors de la 12e saison dans Revenge of the Cybermen où ils essayent au XXVe siècle de détruire la planète Voga, qui contient d'énormes gisements d'or. On apprend que ce métal, trop pur pour eux, les fait suffoquer. Après avoir pris en otage les passagers d'une station spatiale terrienne, la station Nerva afin qu'il fasse exploser Voga, leur vaisseau se fait exploser par le missile d'un Vogan.

#### Saison 19 (1982)
Après 7 ans de disparition, ils reviennent contre le Cinquième Docteur, dans Earthshock. Les Cybermen tentent à nouveau de détruire la Terre au XXVIe siècle, afin de détruire une alliance de plusieurs dirigeants planétaires contre eux. Ils tentent de la détruire d'abord par une bombe, que le Docteur désamorce, puis en prenant le contrôle d'un vaisseau-cargo qu'ils veulent faire s'écraser sur la planète. Dans cet épisode, le Cyber-Leader s'aperçoit que le Docteur les a déjà croisés plusieurs fois.

#### Saison 20 (1983)
Ils font une petite apparition dans The Five Doctors en tant qu'espèce amenée dans la Dead Zone de Gallifrey pour combattre.

#### Saison 22 (1985)
En 1985, l'épisode Attack of the Cybermen revient sur les événements des premiers épisodes avec les Cybermen. Ceux-ci, sur Telos, réussissent à trouver une machine à voyager dans le temps et à revenir sur Terre en 1985 afin d'empêcher leur invasion de l'année suivante, ainsi que la destruction de Mondas. L'épisode établit l'idée que les Cybermen sont des humains qui ont été transformés et asservis.

#### Saison 25 (1988-1989)
Enfin, dans Silver Nemesis, un groupe de Cybermen, des Néo-nazis et une ensorceleuse s'affrontent pour s'emparer d'un artefact des Seigneurs du Temps caché sur la Terre de 1988.

### Seconde série (depuis 2005)

#### Saison 1 (2005)
Lors du retour de la série en 2005, le Neuvième Docteur se retrouve dans un musée d'objets et de créatures extraterrestres, durant l'épisode Dalek. La tête robotique d'un Cyberman, qui paraît plutôt ancienne, figure parmi les objets du musée.

#### Saison 2 (2006)
Par la suite, le scénariste Russell T Davies a introduit dans la saison 2 une nouvelle version des Cybermen, recréée par John Lumic, provenant d'un univers parallèle et faisant leur apparition dans le double épisode Le Règne des Cybermen en 2006, ainsi que dans les épisodes finaux de la même saison, nommés L'Armée des ombres et Adieu Rose. Ces événements influenceront l'épisode Cyberwoman du spin-off Torchwood.

#### Cyber Noël(Noël 2008)
Les « Cybermen parallèles » font leur retour à Noël 2008 dans l'épisode spécial Cyber Noël, où certains d'entre eux tentent de prendre le pouvoir dans l'Angleterre du XIXe siècle.
Tous les Cybermen apparaissant ensuite semble être ceux de notre univers, qui ont pour une raison inexpliquée adopté la même apparence que leur version parallèle, à la seule différence du sceau sur leur poitrine, qui est vierge tandis que celui des Cybermen parallèles est frappé d'un « C ». On peut néanmoins voir un Cyberman marqué de ce sceau dans Le Cyberplanificateur en 2013, ce qui laisse le doute sur leurs véritables origines.

#### Saison 5 (2010)
Sous le Onzième Docteur, ils apparaissent brièvement dans les épisodes La Pandorica s'ouvre.

#### Saison 6 (2011)
Ils apparaissent encore une fois dans l'épisode La Retraite du démon. La même année, un vaisseau de Cybermen échoué provoque des problèmes dans un supermarché dans l'épisode Tournée d'adieux.

#### Saison 7, deuxième partie (2013)
Toujours sous le Onzième Docteur, dans Le Cyberplanificateur, les Cybermen réapparaissent après une guerre perdue contre l'humanité sous une nouvelle forme plus redoutable que jamais.

#### L'Heure du Docteur(Noël 2013)
Puis, ils font une apparition finale dans l'épisode de Noël de 2013, L'Heure du Docteur (qui est le dernier épisode du Onzième Docteur), en compagnie de plusieurs autres ennemis du Docteur, dont les Daleks et les Sontariens, le Silence et les Anges pleureurs.

#### Saison 8 (2014)
Dans le double épisode La Nécrosphère / Mort au paradis, le Maître crée une armée de Cybermen à partir de cadavres. C'est leur premier face à face avec le Douzième Docteur.

#### Saison 10 (2017)
Les Cybermen font une nouvelle apparition en 2017 dans les épisodes 11 et 12 de la saison 10, L'Éternité devant soi et Le Docteur tombe. Ces épisodes sont très spéciaux car ils racontent la genèse des Cybermen mondasiens, même si le Docteur remettra cela en doute. Le Docteur répond à un appel de détresse venu d'un immense vaisseau colonie bloqué à la lisière d'un trou noir. Les descendants de l'équipage ont fondé une société dont les ressources s'épuisent rapidement. Pour survivre, et quitter le vaisseau, ses occupants cherchent à rendre l'être humain « plus fort ». On y voit des prototypes de Cybermen à divers étapes de développement, sans pour autant savoir de quoi il s'agit. La version finale se trouve avoir une apparence très proche de celle qu'on peut voir dans The Tenth Planet. Bill Potts, la compagne du Douzième Docteur qui tient énormément à elle, se fait mortellement tirer dessus au début de l'épisode 11 par Jorj, un membre du vaisseau colonie, par la suite elle sera en phase d'être convertie en Cyberman mondasien, mais elle se fait manipuler et guider par un concierge sans-abri nommé M. Razor, qui s'avère être en réalité le Maître sous les traits de John Simm.

#### Saison 12 (2020)
Les Cybermen font leur retour dans la saison 12. Ils sont présents de l'épisode Apparitions à la villa Diodati et dans le double-épisode final L'Ascension des Cybermen / Les Enfants intemporels.

#### Épisode spécial centenaire BBC (2022)
Les Cybermen reviennent finalement dans l'épisode spécial Le Pouvoir du Docteur, dernière aventure du Treizième Docteur interprétée par Jodie Whittaker . Ces nouveaux Cybermen, plus forts et améliorés que jamais, sont de retour grâce au Maître (interprété par Sacha Dhawan) et sont désormais insensibles à l'or.

## Genèse des personnages
Le nom Cyberman est en partie tiré de la cybernétique, un terme inventé en 1948 par l'auteur Norbert Wiener dans le livre Cybernetics or Control and Communication in the Animal and the Machine (MIT Press, 1948). Wiener utilisait ce terme en référence au contrôle des systèmes complexes que l'on peut rencontrer dans le monde animal et mécanique, notamment l'auto-régulation. En 1960, de nombreuses recherches sur l'utilisation de la chirurgie et de la mécanique pour aider les capacités humaines ou animales développèrent l'idée d'organisme cybernétique, engendrant en science-fiction, le concept du cyborg.
Les Cybermen ont été imaginés par le Dr Kit Pedler (un conseiller scientifique chargé d'aider les scénaristes de la série) avec l'aide du scénariste Gerry Davis en 1966 dans l'épisode The Tenth Planet. Tous deux sont détenteurs des copyrights quant à l'utilisation des personnages dans la série ou sur des produits dérivés.
À l'origine, le Docteur devait se retrouver confronté à des moines qui aspirent l'énergie mais l'idée ne plaisait pas à Davis. Pedler se souvint d'une discussion avec sa femme (elle aussi docteur) sur ce qu'il arriverait si une personne avait été tellement changée par la cybernétique que plus rien ne la rend humaine. Il imagine alors les Cybermen, des humains dont le corps a été entièrement remplacé par des prothèses en plastique et en métal. Le design original des premiers cybermen dans The Tenth Planet leur laissait d'ailleurs des mains humaines ainsi qu'un profil humain derrière le masque, mais la série les changera peu à peu en personnages à l'aspect robotique.
Les personnages furent même à l'origine d'une controverse, à la suite de la mort assez violente d'un Cyberman dans The Tomb of the Cybermen, jugée par un comité parental « trop violent pour une série familiale » car une sorte de liquide en sortait, faisant imaginer que le sang était en train de couler. Après la saison 4, les Cybermen reviennent bien plus souvent dans Doctor Who, car l'auteur Terry Nation détenant les droits des Daleks souhaitait créer une série autour de ces personnages, ce qui signifiait l'arrêt d'histoires utilisant ces ennemis récurrents du Docteur. En 1968, Gerry Davis n'étant plus scénariste pour Doctor Who, Pedler se mit à écrire des scénarios d'histoires de Cybermen avec d'autres auteurs, comme David Whitaker (scénariste) ou Derrick Sherwin. La dernière histoire de Cybermen écrite par Kit Pedler fut Doomwatch en 1968.

## Les Cybermen en dehors de la série
Les Cybermen apparaissent pour la première fois dans le comic book de Doctor Who dans une histoire nommée The Coming of the Cybermen le 30 septembre 1967. Ils reviendront plusieurs fois dans différents numéros. Les Cybermen décrits dans ces bandes dessinées ne sont pas considérés comme « canoniques » (certains succombant de fièvre à la suite de l'inhalation de fleurs...)
Pedler chercha lui-même à voir comment la foule réagirait à l'apparition d'évènements inhabituels et engagea un comédien déguisé en Cyberman pour qu'il se rende dans une aire de shopping de Londres. Immédiatement la foule bloqua les rues et la police fut appelée.

## Caractéristiques générales

### Caractéristiques physiques
Alors que les Daleks ont gardé une apparence à peu près semblable au cours des 26 saisons de la série originale, les Cybermen ont changé de physique à chaque apparition.
Les Cybermen sont des humanoïdes qui ont été améliorés cybernétiquement jusqu'à ne plus garder que quelques parties de leurs membres organiques originaux comme le cerveau qu'ils utilisent pour penser de la même manière que les humains. Lors de leur première apparition dans l'épisode The Tenth Planet, la seule portion de leur corps qui semblait humaine était leurs mains. Lors de leur apparition suivante dans l'épisode The Moonbase (1967), leur corps est entièrement couverts par leur combinaison métallique.
Comme ils semblent relativement peu nombreux, les Cybermen agissent le plus souvent dans l'ombre, se cachant et utilisant des humains ou des robots pour agir à leur place. Pour augmenter leur nombre, ils convertissent souvent d'autres humains en Cybermen (un processus connu sous le nom de "cyber-conversion") ou empoisonnent des humains pour qu'ils agissent sous leur commandement.
Il est sous-entendu (et parfois montré) dans la série que, sous leur combinaison, il existe toujours quelques composants organiques et qu'ils ne sont pas de véritables robots. Ainsi, dans l'épisode The Tenth Planet, un Cyberman déclare à des humains « Notre cerveau est le même que le vôtre », même si, dans l'épisode Attack of the Cybermen, ils semblent avoir remplacé leur cerveau par des processeurs électroniques.
Dans l'épisode Earthshock (1982), la colonne vertébrale des acteurs était vaguement visible à travers une zone translucide à l'arrière du casque, suggérant une sorte de matière organique.
Dans l'épisode The Tomb of the Cybermen, des veines étaient visibles sous la tête du Cyber-controleur et, de même, dans Attack of the Cybermen (1985) et  Le Règne des Cybermen, deuxième partie en 2006, un cerveau est visible sous une vitre sur le front du Cyber-Controller. Il y est également expliqué que le cerveau est conservé dans une substance chimique et soudée au cyber-squelette. D'un autre côté, dans Revenge of the Cybermen (1975), le Docteur dit que ce sont des créatures totalement cybernétiques et le Cyber-leader ne se distingue que par le port d'une coiffe noire.
Les Cybermen venant d'un univers parallèle apparus en 2006 dans l'épisode Le Règne des Cybermen sont beaucoup plus robotiques que tous leurs prédécesseurs. Leur corps entier est désormais recouvert d'un armure métallique et, comme expliqué plus haut, le cerveau est la seule partie organique.
Les nouveaux Cybermen apparus dans Le Cyberplanificateur ont une apparence proche des précédents mais avec une armure beaucoup plus articulée, ressemblant beaucoup à celle d'Iron Man.

### Caractéristiques morales
Même si les Cybermen se vantent de ne pas ressentir d'émotions humaines, ils ont montré à plusieurs reprises des émotions allant de la satisfaction à la colère durant leurs confrontations avec le Docteur (même si cela n'est visible que durant les épisodes des années 1980). Néanmoins, les Cybermen possèdent même, dans les premières séries, des noms individuels tels que Krang.
Dans la nouvelle série, les Cybermen provenant de la Terre parallèle gardent certains souvenirs de leur vie avant leur cyber-conversion. Ainsi dans l'épisode Cyberwoman de Torchwood, la conversion partielle de Lisa Hallet l'a rendue peu à peu folle, même après avoir transféré son esprit dans un corps humain. Dans Adieu Rose, Yvonne Hartman arrive à retenir certains éléments de sa personnalité même après avoir subi une cyber-conversion ; elle tue volontairement un groupe de Cybermen pour tenter de sauver son pays. On la voit pour la dernière fois en train de pleurer une sorte de substance huileuse noire.
Dans le même épisode, le Cyber-Leader exprime sa frustration de voir les humains lui résister, même si, peu après, il critique le Docteur pour ses émotions qui le submergent. Dans l'épisode Le Règne des Cybermen, deuxième partie, le Docteur parvient à détruire les Cybermen en déconnectant leurs inhibiteurs d'émotions, ce qui leur permet de « voir » ce qu'ils sont devenus. Cette vision les fait soit tomber par terre d'horreur, soit les fait partiellement exploser.

### Points faibles
Les Cybermen possèdent de nombreux points faibles, mais le plus important est l'or, tel que cela est mentionné dans l'épisode Revenge of the Cybermen (1975), où ils tentent de détruire la planète Voga (la soi-disant appelée « Planète dorée »). Il est dit initialement que, à cause de sa nature non-corrosive, l'or asphyxie leur système de respiration. Par exemple, le glittergun, une arme utilisée lors des Cyber-Wars dans le futur, tire de la poussière dorée sur ses cibles. Cela dit, plus tard dans la série, l'or semble faire effet sur eux de la même façon que l'argent agit sur les loup-garous, avec des balles en or ayant le même effet.
Les Cybermen semblent également très sensibles à leurs propres fusils, qui les tuent instantanément.
Dans la première série, on trouve aussi des allusions à leurs faiblesse face aux solvants (The Moonbase) à la technologie tirée de la gravité (The Moonbase) et aux niveaux élevés de radiations (The Tenth Planet). Si les Cybermen sont capables de prendre le contrôle de la volonté d'une personne par des signaux radios, ils peuvent aussi être affaiblis par des signaux radios contradictoires (The Wheel in Space).
Le pseudo site web de Cybus Industries créée par la BBC fait référence à des sujets expérimentaux ayant une allergie à l'or, remarquant que cela avait été éliminé en ajoutant de nouveaux composants dans le corps des Cybermen. Dans l'épisode Le Règne des Cybermen, deuxième partie, une grenade EMP parvient à court-circuiter un Cyberman et à déconnecter son inhibiteur d'émotions.
La dernière version des Cybermen de notre univers, développés après une longue guerre semblent représenter l'aboutissement de l'évolution de l'espèce : ils sont capables de transformer en Cyberman n'importe quelle forme de vie mais surtout se mettent à jour de façon quasi instantanée pour corriger leurs points faibles, notamment leur sensibilité à l'or.

### Ordre social
Certains Cybermen disposent de titres spécifiques, nommés comme « Cyber Leader » (existe en plusieurs variantes),« Cyber Lieutenant », « Cyber Scout », ou le « Cyber Controller ». Ce dernier en particulier apparaît sous plusieurs formes, souvent à la fois humanoïde et ordinateur immobile ; il est parfois appelé « Cyber Planner » (The Wheel in Space) ou « Cyber Director ».
Le premier Cyber Controller ou Contrôleur Cyberman apparait dans l'épisode The Tomb of the Cybermen et s'il est vu (et détruit) dans de nombreux épisodes, il pourrait être la même conscience dans des corps différents, puisqu'il reconnaît le Docteur à chaque rencontre.
Le Cyber Controller, dans Le Règne des Cybermen, deuxième partie, utilise le cerveau de John Lumic, le créateur des Cybermen sur la Terre d'une dimension parallèle.
Dans Adieu Rose, un « Cyber leader » apparaît et lorsqu'il est détruit, les Cybermen mentionnent le fait que ses données sont immédiatement téléchargées dans un autre Cyberman, qui est upgradé à son tour au rang de « Cyber Leader ».
Dans Le Cyberplanificateur apparait l'entité du même nom, dont le rôle est de définir quelle sera le futur de l'espèce. Il semble pour cela avoir accès à une large palette d'émotions afin de mieux affronter ses ennemis.

### Costumes
Les tout premiers Cybermen furent designés par la costumière de la BBC Sandra Reid et bricolés à base de PVC, de combinaison de plongée, de balles de golfs, de gant de cricket et de Doc Marten's repeinte de façon argentées. Un seul de ces costumes a été retrouvé. À l'origine, les acteurs devaient avoir la tête découverte et seulement une plaque de métal dans leur cheveux, mais Reid opta pour que leur visage soit couvert par une cagoule blanche qui ne laisserait transparaître que la bouche. Leur visage et leur tête est ornée d'une lampe.
Il fut demandé à Reid de changer le design des Cybermen pour qu'ils aient un côté plus robotique. Ainsi dans leur seconde apparition en 1967 dans l'épisode The Moonbase, ils adoptent un casque en fer. Le costume évolue au fil de la série pour se transformer en une combinaison robotique argentée et le visage se retrouve couvert d'un masque inexpressif.
En 1968, lors de la production de The Invasion le créateur de costume attitré de la série, Bobi Bartlett changera le design des Cybermen, notamment un nouveau casque orné d'une sorte de cache-oreille.
Lors de leur retour dans la seconde série, le costume des Cybermen devient bien plus imposant et mesure près de 2 mètres. Construit par les équipes d'Edward Thomas et Neill Gorton, ces nouveaux costumes, plus métalliques qu'argentés arborent un design bien plus "art-déco" et font figurer le logo de Cybus Industries sur leur torse. Le Cyber-contrôleur possède des yeux exorbités, une partie transparente qui laisse apparaître le cerveau et des prises sur le torse afin de pouvoir se connecter.
Le logo de Cybus Industries est ensuite retiré à partir de La Retraite du démon.
Dans l'épisode de Torchwood, Femme cybernétique le personnage de Lisa Hallett est à moitié humaine, à moitié Cyberman. Elle est coiffée d'un casque de Cyberman qui laisse voir son visage et l'autre partie de son corps est encore bloquée dans une structure métallique. De plus au moment de parler, on peut apercevoir une sorte de filament bleuté au niveau de la bouche.

### Voix
Contrairement aux Daleks, les premiers Cybermen avaient une voix particulière presque chantante, car les inflexions de leurs intonations avaient été placées intentionnellement sur les mauvaises syllabes. L'étrangeté s'ajoutait au fait que les acteurs ouvraient grand la bouche au moment de parler, sans articuler un mot et ne refermant la bouche qu'en fin de discussion. L'idée n'est pas retenue et dès leur seconde apparition, dans l'épisode The Moonbase la voix des Cybermen est simulée par un appareil robotique.
Dans la seconde série, les Cybermen abordent une voix monocorde bien plus proche de leur aspect robotique. Cet effet est rendu par l'acteur Nicholas Brigg à l'aide d'un moogerfooger. Le même effet est utilisé pour marquer la transformation, en tant que Cyber-contrôleur, dans Le Règne des Cybermen, deuxième partie, du personnage de John Lumic (joué par Roger Lloyd Pack). De même dans l'épisode L'Armée des ombres le Cyberman contenant le cerveau de la directrice de l'institut Torchwood, Yvonne Hartmann a une voix féminine. Cette voix électronique se fait entendre dans la voix de Lisa Hallett dans l'épisode de Torchwood Femme cybernétique, lorsque son aspect de Cyberman reprend le dessus.

## Variations
Si dans l'épisode qui les voit apparaître, The Tenth Planet les Cybermen portent un nom, comme Krang, Tarlon ou Jarl, les Cybermen s'intituleront selon leurs différentes variations, comme le « Cyber Leader », le « Cyber Lieutenant », le « Cyber Scout » ou le « Cyber Contrôleur ». Le Cyber-contrôleur semble parfois être la même conscience dans différents corps, d'ailleurs celui-ci se rappelle les différentes rencontres avec le Docteur. Dans la deuxième série, le Cyber-contrôleur utilise le cerveau de John Lumic, le créateur des Cybermen de la Terre parallèle.
Dans Adieu Rose, les Cybermen sont guidés par un Cyber-leader, qui lorsqu'il est détruit, télécharge ses données dans celle d'un nouveau Cyberman qui obtient alors le grade de Cyber-leader.
Dans Cyber Noël, apparait une autre variation des Cyberman, plus agile et nommé le Cybershade. Le Docteur estime qu'il s'agit d'une version plus primitive des Cyberman, utilisant le cerveau d'un chien ou d'un chat. Dans la même histoire, un « Cyber-King » apparaît aussi. C'est une forme de vaisseau Dreadnought prenant la forme d'un Cyberman géant et ayant une usine en son sein.

## Technologie
Les Cybermen utilisent une technologie basée principalement sur l'armement. Dans l'épisode The Tenth Planet ils semblent posséder de larges fusils énergétiques, mortels pour les humains comme pour eux-mêmes. On les voit aussi déployer un large fusil à rayon laser capable de percer toute une base, dans The Moonbase.
Les Cybermen semblent pouvoir électrocuter leurs victimes par simple contact, une caractéristique que l'on retrouvera beaucoup dans la nouvelle série. Dans le double épisode Le Règne des Cybermen racontant leurs nouvelles origines, ils ne possèdent pas encore d'armement, mais dès le double épisode L'armée des ombres / Adieu Rose ils possèdent des fusils énergétiques rétractables dans leurs bras. Si ceux-ci sont efficaces contre les humains, ils se montrent totalement inopérants contre les Daleks. On les voit utiliser aussi des armes humaines dans ces épisodes ainsi que dans La Pandorica s'ouvre, première partie.

### Cybermat

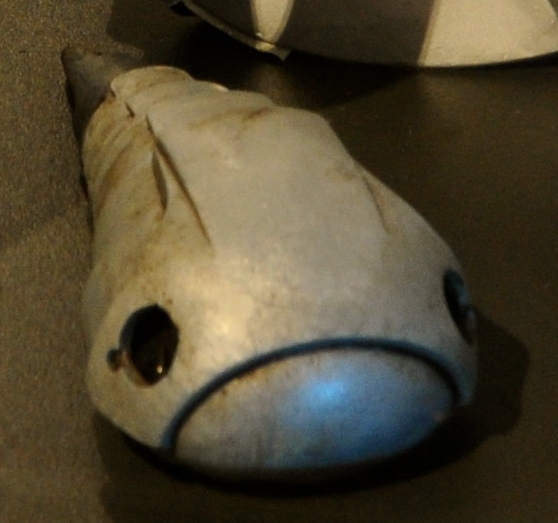
Cybermat issu de l'épisode Tournée d'adieux.

Les Cybermen utilisent aussi de petites créatures cybernétiques appelées « Cybermats » comme armes d'attaques. Ceux-ci apparaissent dans l'épisode The Tomb of the Cybermen et ressemblent à de gros poissons d'argents et utilisent des senseurs à la base de leur tête. Le Second Docteur estime qu'ils agissent comme « une forme de vie métallique ».
Dans la nouvelle série, les Cybermats réapparaissent dans l'épisode Tournée d'adieux en tant qu'agents transmettant des informations et de l'énergie auprès d'un vaisseau Cyberman échoué. Leurs crocs semblent maintenant organiques. Les Cybermats ont été construits par la société Millenium FX

### Cybermite
Dans Le Cyberplanificateur apparaissent les Cybermites, stade supérieurs des Cybermats, réduites à la taille d'un insecte. En plus de récolter des informations, elles peuvent installer en un temps record une matrice de contrôle sur un sujet compatible et même en faire un Cyberplanificateur.

### Cyberpollen
Dans l’épisode Mort au paradis, Missy utilise la technologie Cyber pour concevoir du « Cyberpollen » qui, une fois disséminé via la pluie, permet de convertir des cadavres en Cybermen.